# Землетрясение в Нижней Калифорнии (2010)
Землетрясение в Нижней Калифорнии (2010), также известное как «Пасхальное землетрясение 2010 года», «Землетрясение Сьерра-эль-Майор 2010», «Землетрясение к юго-западу от Дельта, Мексика (2010)» — сильное землетрясение магнитудой 7,2 в Нижней Калифорнии (Мексика), произошедшее в пасхальное воскресенье 4 апреля 2010 года. Максимальная интенсивность землетрясения по шкале Меркалли — VII (очень сильное). Главный сейсмический удар произошел в 15:40:41 по местному времени (22:40:41 UTC) к югу от Гуадалупе-Виктория, к юго-западу от Дельта.
89-секундное землетрясение ощущалось на западе Соединённых Штатов, в некоторых южных штатах и на северо-западе Мексики. Землетрясение стало самым сильным в Южной Калифорнии за последние 18 лет (со времени землетрясения в Ландерсе в 1992 году (M 7,3)). Следующее сопоставимое землетрясение — землетрясение в округе Керн (1952) (M 7,3) произошло на 58 лет раньше. Каждое из этих землетрясений имело одинаковую величину и ощущалось на большой территории Северной Америки. Основной ущерб был причинён городам-побратимам Мехикали и Калексико на границе Мексики и США.

## Геология
Первоначально считалось, что землетрясение произошло на разломе Лагуна Салада, который перекрывает границу между Калифорнией и Нижней Калифорнией. Длина разлома составляет около 60—80 км. Активный разлом Лагуна Салада образовался в феврале 1892 года в результате землетрясения магнитудой 7,2.
При последующем анализе распределения повторных толчков с использованием радиолокационной интерферометрии было обнаружено, что основной сейсмический удар произошел в ранее не нанесённом на карту разломе в горах Кукапа, под дельтой реки Колорадо. Этот разлом получил название Разлом Индивизо, в честь близлежащего города Эль-Индивизо. Наблюдалась зона разжижения грунтов, ограниченная разломами Серро-Прието и Лагуна Салада.

## Временная шкала

### Форшоки
Мехикали, Эль-Центро, Сан-Диего, Энсенада и Тихуана расположены в очень активной сейсмической зоне и окружены крупными разломами. Землетрясение такого масштаба ожидалось в пределах разлома, расположенного на юго-востоке Мехикали. До того, как произошло землетрясение магнитудой 7,2, в 2009 году прилегающая территория была сейсмически активной. Форшоки начались здесь с 1 апреля 2010 года. Произошли сейсмические толчки с магнитудой 3, 4 и 5.

### Главный сейсмический удар
Землетрясение магнитудой 7,2 произошло в 25 км к югу от Гуадалупе-Виктория, штат Нижняя Калифорния, на глубине 10 км. Оно произошло в 22:40 UTC (15:40 по местному времени) в пасхальное воскресенье, 4 апреля 2010 года, и длилось около минуты и 29 секунд. Так как землетрясение произошло в праздничный день, его также называют Пасхальным землетрясением. Толчки интенсивностью VII (очень сильное) ощущались в Калексико, Империале, Эль Сентро и Хебере. Толчки интенсивностью VI (Сильное) ощущались в городах долины Импириал: Окотильо, Калипатрия, Броли и Холтвилл.
Землетрясение 4 апреля было вторым по величине землетрясением в истории Нижней Калифорнии после землетрясения в Лагуна-Салада 1892 года с магнитудой 7,2—7,8. Оно было хорошо документировано в Южной Калифорнии, особенно в долине Импириал.

### Афтершоки

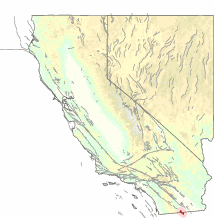
Разлом Лагуна Салада (красным цветом).

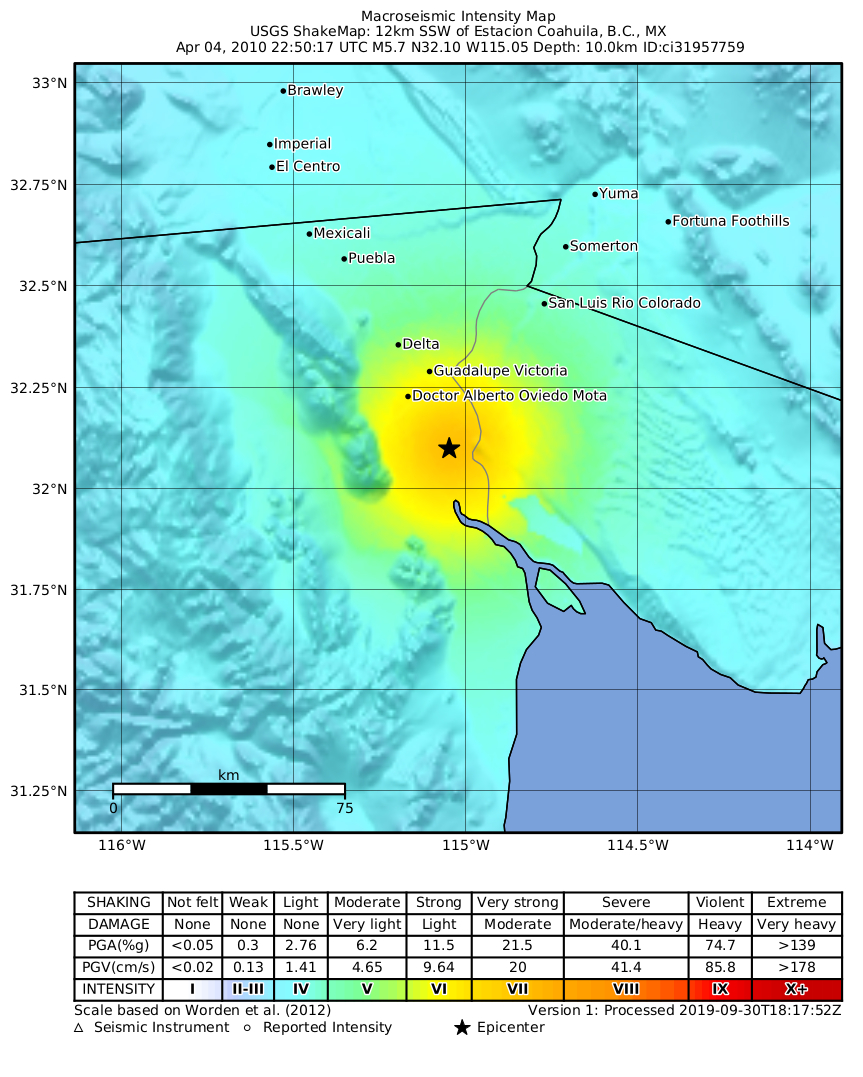
Карта движения грунта и интенсивности землетрясения сильнейших афтершоков по данным USGS

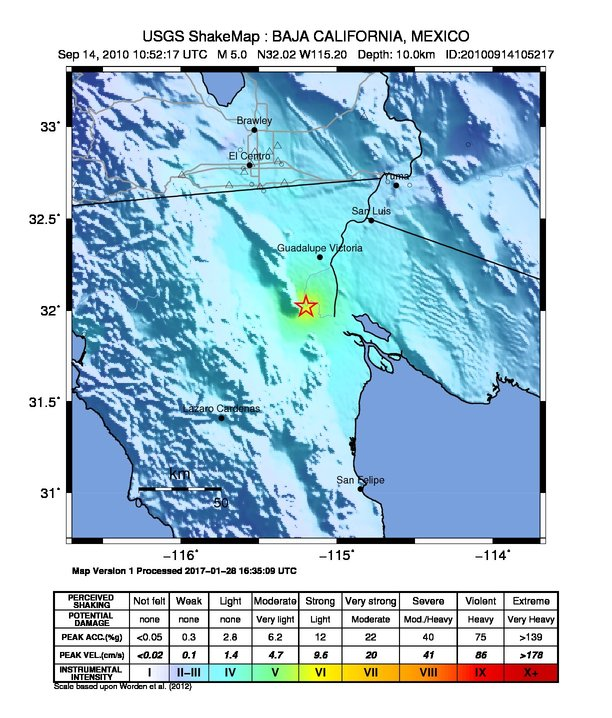
Карта сейсмической активности 14 сентября 2010 года

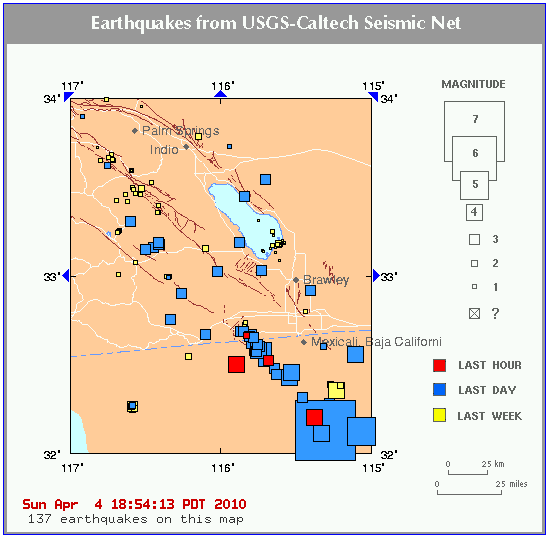
Карта северной части Нижней Калифорнии и Южной Калифорнии, вскоре после основного сейсмического толчка

Сообщалось о трёх повторных толчках магнитудой не менее 5: один магнитудой 5,7, и два толчка магнитудой 5,4, все три афтершока произошли в течение одного часа. Кроме того, 8 апреля, примерно в 9:44 утра по местному времени, произошёл афтершок в районе, очень близком к эпицентру главного удара. Всего произошло как минимум девять крупных подземных толчков.
Через шесть часов после землетрясения в северной части Нижней Калифорнии и Южной Калифорнии было зарегистрировано более 90 подземных толчков или вызванных землетрясений магнитудой от 3,0 до 5,1. Среди них — землетрясение магнитудой 3 в 5 километрах от побережья Малибу, штат Калифорния. К утру 5 апреля 2010 года учёные зарегистрировали 100 подземных толчков.
Пэт Эбботт, почётный профессор геологии Университета штата Калифорния в Сан-Диего, сказал: 

«Кажется, что любое землетрясение такого размера проходит какой-то порог, когда оно становится достаточно мощным, чтобы влиять или вызывать землетрясения в других разломах. В подобных случаях это часто означает усиление напряжения в других разломах, что делает их более склонными к движению. Кажется, что энергия движется на север в направлении разлома Сан-Андреас. Я не хочу антропоморфизировать, но похоже, что это землетрясение стимулировало Сан-Андреас».
Оригинальный текст (англ.)Any quake of this size seems to pass some kind of threshold where it's large enough to disturb or trigger other faults. In cases like this, that often means increasing stress on other faults, which makes them more prone to movement. The energy seems to be moving northward toward the San Andreas Fault. I don't want to anthropomorphize, but it's like this quake was goading the San Andreas.
— 
Действительно, было заметно, что эти толчки повлияли на разлом Сан-Андреас, протяженностью 1300 км. Южный участок разлома Сан-Андреас волнует ученых, потому что в нём не возникало подвижек за более чем 300 лет. Регион также включает в себя другие разломы, в том числе Разлом Империал.
В ранние утренние часы 10 апреля 2010 года на территории большей части Южной Калифорнии и Нижней Калифорнии ощущался толчок магнитудой 4,5. Он длился около десяти секунд. О пострадавших не сообщалось. Утром 11 апреля в Южной Калифорнии произошёл еще один подземный толчок, магнитудой 4,6.
Сейсмологи из Калифорнийского технологического института в Пасадене объявили о 10-процентной вероятности повторного землетрясения с той же магнитудой (7,3) или более в течение первой недели и 5-процентную вероятность в оставшуюся часть апреля 2010 года. Был объявлен месяц подготовки к землетрясениям в штате Калифорния. Должностные лица штата и FEMA призывали граждан штата принять меры по обеспечению безопасности, а школы и предприятия штата провели учения по землетрясениям. Калифорнийская геологическая служба добавила 50 новых разломов к своей карте разломов через несколько недель после землетрясения.
Доктор Томас Роквелл, профессор геологии Университета штата Калифорния в Сан-Диего провёл геологические полевые работы на месте землетрясения. Был обнаружен новый разлом к востоку от разлома Лагуна Салада. Исследование показало наличие правого бокового сдвига в этом разломе, величиной около одного метра, и отклонение от вертикальной оси на 0,3—0,5 метра. По состоянию на 5 апреля 2010 года было непонятно, связан ли этот разлом с разломом Серро-Прието, или нет. Геологи наблюдали за развивающейся полевой ситуацией, чтобы определить местонахождение и измерить боковую протяженность поверхностного разлома.
8 мая 2010 года в этом же регионе произошло землетрясение магнитудой 4,8.
19 мая 2010 года — афтершок магнитудой 4,5. 22 мая 2010 года — афтершок магнитудой 4,9.
Сильный афтершок магнитудой 5,8 произошел 14 июня 2010 года в 9:26:58 вечера по тихоокеанскому времени, с эпицентром около Окотильо в юго-западном округе Империал. Гипоцентр залегал на глубине 5,0 километров.
7 июля 2010 года произошло землетрясение магнитудой 5,4, вызванное землетрясением 10 апреля 2010 года. Оно произошло в разломе Сан-Хасинто, наиболее сейсмически активном разломе в Калифорнии, и одном из двух, который показал признаки увеличившегося напряжения после землетрясения в Мексике. Он расположен в 20 км к северо-западу от города Боррего-Спрингс. В результате основного землетрясения в апреле повышенное напряжение горных пород переместилось в зоны разломов севернее, вызвав афтершок. Землетрясение ощущалось в зданиях в центре Лос-Анджелеса. Из-за этого землетрясения ненадолго были приостановлены поездки на аттракционах в Диснейленде.
14 сентября 2010 года в этом же регионе, на глубине 9,9 км произошло повторное землетрясение магнитудой 5,0. Эпицентр находился в 20,1 км к югу от посёлка Альберто Овьедо Мота. Подземные толчки ощущались в населённых пунктах Мексики: Мехикали, Энсенада, Тихуана, Гуадалупе-Виктория, Манеадеро, Росарито, Висенте Герреро, Пуэрто-Пеньяско, Сан-Луис-Рио-Колорадо. Землетрясение ощущалось и в населённых пунктах США: Калексико, Эль-Сентро, Холтвиль, Хакумба-Хот-Спрингс, Сан-Диего. Отголоски землетрясения ощущались в округах: Империал, Сан-Диего, Лос-Анджелес, Ориндж, Риверсайд, Сан-Бернардино, Вентура. Сообщения очевидцев о подземных толчках поступали из Аризоны: из Сомертона, Уэллтона, Юмы, Гилберта, Финикса, Шоу-Лоу, Тусона и Янгтауна. Сообщений о жертвах и разрушениях не поступало.

## Последствия

### Мексика
Генеральный директор Comisión Federal de Electricidad (CFE) Альфредо Элиас Аюб сообщил, что Мехикали, столица штата Нижняя Калифорния, осталась без электричества. В Мехикали было зарегистрировано два смертельных случая в результате землетрясения, один из которых произошёл вследствие обрушения дома. По меньшей мере 100 человек получили ранения в Мехикали и его пригородах. Многочисленные пожары произошли из-за разорванных газопроводов и повреждённых баллонов с пропаном, люди застряли в разрушенных зданиях. Были повреждены ирригационным системы, что нанесло серьёзный ущерб более 80 000 акров посевных площадей в долине Мехикали. Подземные воды вышли на поверхность, затопляя поля и повреждая ирригационные каналы. В результате землетрясения пострадали 25 000 человек.
CNN сообщало, что «фотографии из Мехикали показывают, что облицовка сорвана со зданий, опрокинуты телеграфные столбы, разрушены дороги, проходы в супермаркетах усыпаны едой, которая упала с полок». Сообщалось также о повреждениях, причинённых строящемуся зданию правительства штата. Были выбита окна в здании Торговой палаты. По данным San Diego Union Tribune, крупнейшая больница в Мехикали получила повреждения, а пациенты были перевезены в другие учреждения.
Землетрясение ощущалось на протяжении около 40 секунд в городе Тихуана, расположенном в 174 километрах к западу-юго-западу от эпицентра землетрясения. В городе дрожали здания, в некоторых частях города отключилось электричество, люди выбежали из домов. Упавшее дерево повредило городскую водонапорную башню. Спасатели, пытающиеся добраться до Мехикали из Тихуаны, задерживались из-за оползня на шоссе. В результате землетрясения был повреждён главный акведук, который переносит воду реки Колорадо из Мехикали в Тихуану, из-за чего возникли перебои с водоснабжением в Тихуане.
На следующий день после землетрясения губернатор Нижней Калифорнии Хосе Гуадалупе Осуна попросил федеральное правительство объявить чрезвычайное положение. Президент Фелипе Кальдерон посетил район Мехикали 5 апреля, чтобы лично оценить ущерб.

### Соединённые Штаты Америки

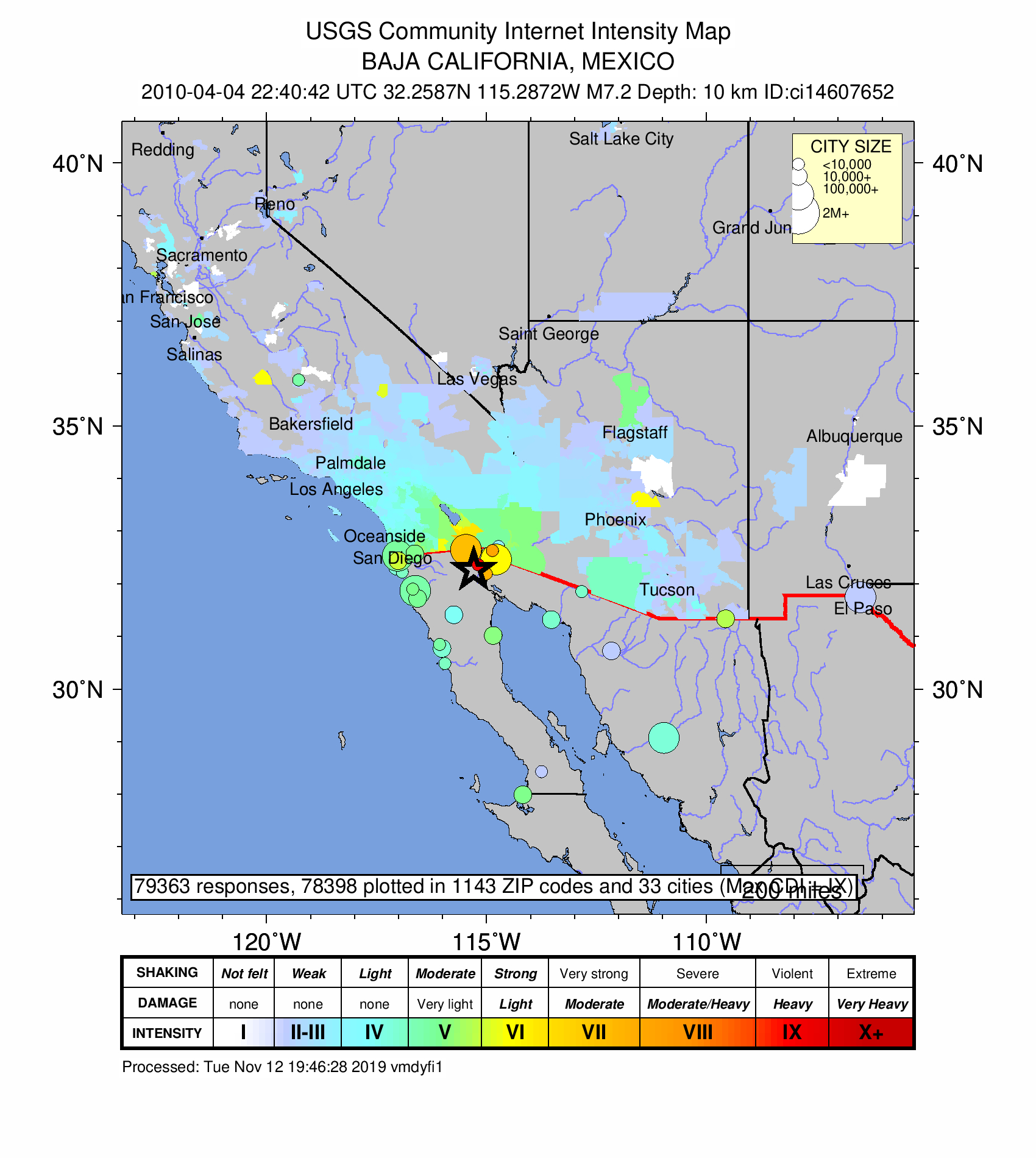
Карта, показывающая количество отзывов очевидцев о землетрясении (по данным Геологической службы США)

Сейсмолог Геологической службы США, доктор Люси Джонс заявила, что по меньшей мере 20 миллионов человек в Соединенных Штатах и Мексике, включая большую часть Южной Калифорнии, почувствовали землетрясение. Спорадические отключения электричества были зарегистрированы по всей южной Калифорнии. Небоскрёбы раскачивались в Сан-Диего, штат Калифорния, в 180 километрах к северо-западу от эпицентра. В результате землетрясения были повреждены как минимум две водопроводные сети: одна в универмаге Nordstrom в Fashion Valley Mall, а другая в средней школе Мишн-Бей. В Международном аэропорту Сан-Диего также произошла утечка воды у выхода 33 в терминале 2. Терминал был эвакуирован в течение примерно 10 минут из-за опасений об утечке природного газа. Мост Коронадо через залив Сан-Диего был на короткое время закрыт калифорнийским патрулем в качестве меры предосторожности. В гостиницах Шератон и Марина прошла эвакуация, когда были обнаружены трещины в полах. Гости смогли вернуться в номера, когда ситуацию признали безопасной.
Электроснабжение было прервано на большей части долины Империал. В Калексико, штат Калифорния, начальник пожарной охраны Питер Меркадо сказал, что имелись повреждения зданий и сооружений, газопроводов и системы водоснабжения города, но никто не пострадал. Лейтенант полиции Калексико Гонсало Херардо сказал: «Центр города будет закрыт до дальнейших распоряжений. Я искренне сомневаюсь, что он скоро откроется. У вас много трещин. У вас много битого стекла. Людям небезопасно идти туда». Пограничный переход Калексико на трассе 7 штата Калифорния и участок автомагистрали I-8 были закрыты.
В Эль-Сентро, штат Калифорния, сообщалось об утечках газа, обрыве магистральных водопроводов и обрушении дымоходов и балконов. Один человек был ранен в результате падения во время землетрясения, второй человек был ранен из-за падения на него вывески. В городской больнице было так много людей, что Армия спасения отправила туда грузовик с водой и бутербродами.
Землетрясение ощущалось в центре Лос-Анджелеса, где не было никаких непосредственных сообщений о повреждениях, хотя пожарная служба Лос-Анджелеса была приведена в состояние повышенной готовности. Сообщалось, что несколько лифтов остановились в Диснейленде и в высотном доме в Сенчери-Сити в Лос-Анджелесе. Аттракционы в Диснейленде были временно закрыты для осмотра. В районе Юма, штат Аризона, 3369 жителей испытали «относительно кратковременное отключение электроэнергии» в результате землетрясения, «но вскоре после этого подача электроэнергии возобновилась».